# Grafitmodererad reaktor
En grafitmodererad reaktor är en kärnreaktor som använder grafit som moderator. Moderatorn har till uppgift att moderera = bromsa upp de neutroner som bildas i atomklyvningsprocessen så att de får en "lagom" hastighet för att i sin tur klyva nya atomkärnor i en kontrollerad kedjereaktion.

## Allmänt
I en kärnreaktor vidmakthålls en kontrollerad kedjereaktion, där ett klyvbart ämne, vanligtvis Uran-235, bombarderas med neutroner. Då kan en uran-235-atom klyvas och bilda ett nytt atompar, till exempel Barium-144 och Krypton-89 och samtidigt frigöra ett antal neutroner. Dessa frigjorda neutroner kan i sin tur träffa nya, ännu ej kluvna atom-kärnor, och göra att processen fortgår.

Schematisk bild av kärnklyvning av Uran-235

### Moderering
De frigjorda neutronerna har inledningsvis en hög hastighet medan Uran-235 har låg sannolikhet att låta sig klyvas av "snabba" neutroner. Utan en moderator kommer nästan alla neutroner att ha en alltför hög hastighet, och av de 3 neutroner som bildas kommer långt mindre än 1 att kunna orsaka klyvningar, varför processen avstannar. Genom att ha en konfiguration där uran-materialet omges av en moderator kommer en frigjord neutron att passera moderatorn och bromsas upp till en "lagom låg" hastighet innan den stöter på nya uran-atomer, vilket ökar chansen för att klyvningsprocessen fortgår. 

### Grafit som moderator
Genom experiment och teoretiska överväganden har det visat sig att grafit av hög renhet har mycket goda egenskaper som moderator. Detta innebär att grafit har hög sannolikhet att ge en "lagom" inbromsning hos neutroner, och samtidigt har låg sannolikhet för att absorbera neutroner. Funktionen som moderator är så god att det är tekniskt möjligt att bygga en reaktor som drivs med naturligt uran, det vill säga naturligt förekommande uran som består av cirka 0,7% U-235 och resten U-238. Detta kan vara av intresse då processen för att anrika uran, det vill säga höja halten U-235, är komplicerad och resurskrävande.
I en grafitmodererad reaktor måste energin som bildas vid atomklyvningsprocessen föras bort med något kylmedel. Praktiskt möjliga kylmedel är vatten eller någon gas, till exempel koldioxid.

### Andra moderatormaterial
Vanligt vatten eller "lättvatten" (i motsats till tungt vatten), är det i särklass vanligaste valet av moderator i världens kärnkraftsreaktorer. Bland fördelarna kan nämnas att vatten är lättillgängligt och samtidigt kan fungera som kylmedel och arbetsmedium i anslutande turbin. En nackdel med lättvatten är att det har en relativt hög neutronabsorption, varför det i praktiken är omöjligt att bygga en lättvattenreaktor (LWR - Light Water Reactor) med naturligt uran som bränsle, utan reaktorn måste använda anrikat uran som genomgått en komplicerad anrikningsprocess.
Tungt vatten eller deuteriumoxid D2O förekommer som moderator i till exempel de kanadensiska CANDU-reaktorerna, samt i den aldrig färdigställda Marviken-reaktorn i Sverige. En fördel med tungt vatten är att det har god modereringsförmåga och samtidigt en låg absorption, varför det är tekniskt möjligt att bygga en reaktor med naturligt uran som bränsle. En nackdel med tungt vatten är att det är resurskrävande att framställa, samt att de goda modereringsegenskaperna ödeläggs redan vid små inläckage av vanligt vatten.
Beryllium har använts som kombinerad moderator och neutron-reflektor i vissa testreaktorer men har nackdelar bland annat med att ha låg mekanisk hållfasthet samt hög toxicitet.
Litiumfluorid har använts som moderator i saltsmältareaktorer (MSR - Molten Salt Reactors).

## Exempel på grafitmodererade reaktorer

### RBMK

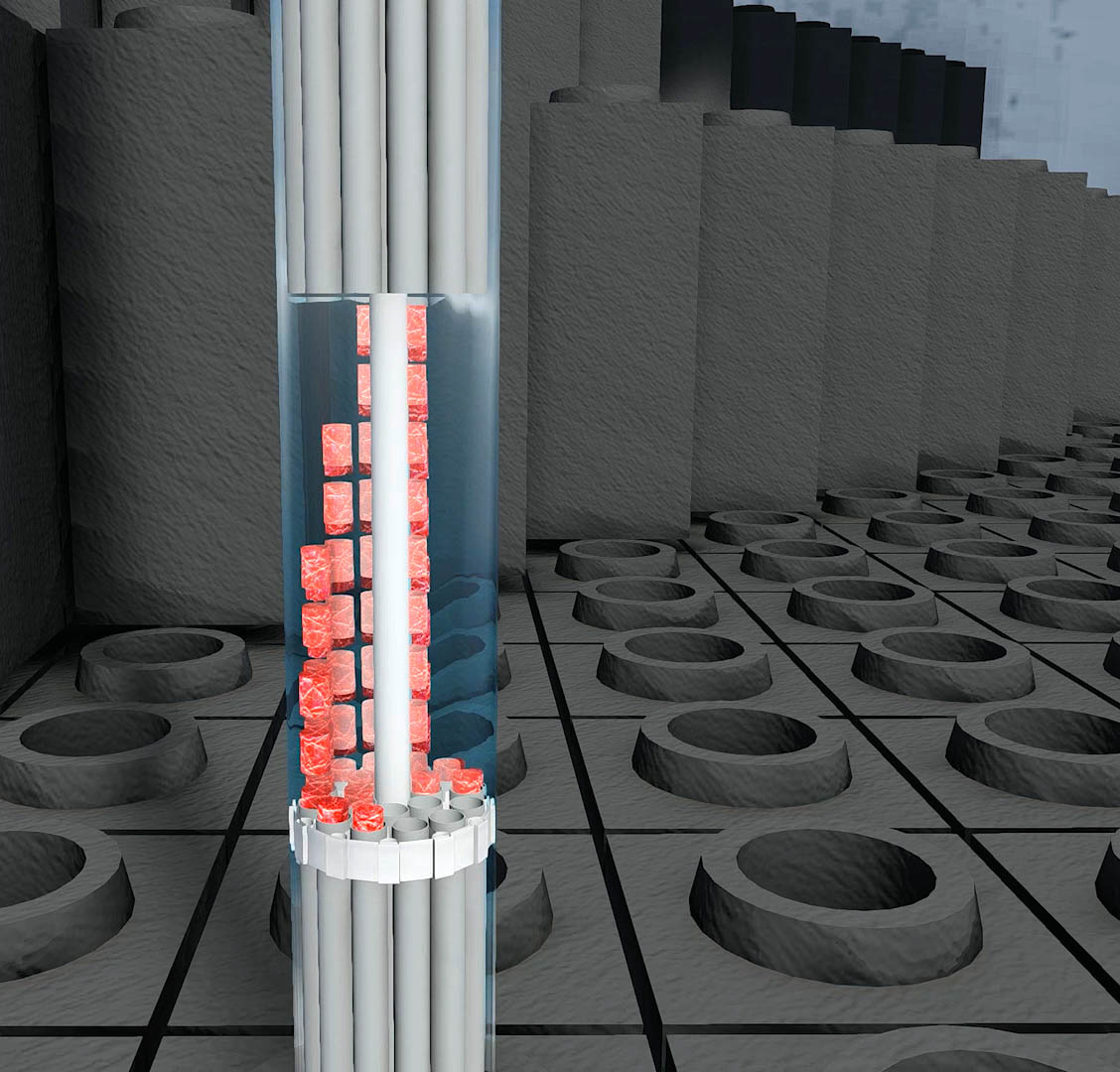
Sprängskiss över bränsleelement i RBMK-reaktor. Det runda röret som utgör bränslekanalen är instucket i ett fyrkantigt grafitblock. Reaktorn består av ett stort antal sådana enheter av bränsletuber omgivna av grafitblock.

Den sovjetiska reaktortypen RBMK (Реактор Большой Мощности Канальный, ungefär "Högtrycksreaktor av kanaltyp") har en härd som består av ett stort antal rör eller tuber som innehåller uranbränsle och som genomströmmas av vanligt vatten eller ånga. Tuberna är omgivna av fyrkantiga grafitblock.
Tack vare grafitens goda egenskaper som moderator kan reaktortypen köras med naturligt uran även om de i allmänhet körs med låganrikat uran. Konfigurationer med ett mindre antal trycktuber med omgivande grafitblock har använts för konstruktion av mindre reaktorer som använts för att utgående från naturligt uran producera vapenplutonium.
En egenhet med denna reaktortyp är att trycktuberna vid uppstart eller låg effekt kan innehålla "mer vatten än ånga" och att detta vatten jämfört med grafiten är en "neutrontjuv". Vid en effektökning kan vattnet övergå i ånga med lägre neutronabsorption varvid den nukleära effekten öka vilket kokar bort ytterligare vatten vilket ger ytterligare effektökning och så vidare. Fenomenet kallas "positiv voidkoefficient" och bidrog till den okontrollerade effektrusning som skedde i Tjernobylolyckan.
Ett problem med grafit som moderator är att grafiten vid bestrålning med tiden tenderar att svälla, spricka och genomgå dimensionsförändringar. Reparationsåtgärder har genomförts medan det är ogörligt att helt byta ut grafiten, varför denna grafit-degradering förr eller senare bidrar till att reaktorn inte längre kan drivas.

### Magnox och AGR
Den brittiska reaktortypen Magnox och dess efterföljare AGR består av tuber innehållande uranbränsle som omges av grafitblock, men till skillnad från RBMK så kringströmmas grafitblock och bränsletuber av koldioxid för att kyla och föra bort den producerade värmeenergin.
Magnox-reaktorn användes både för produktion av vapenplutonium och elkraft, och kunde tack vare grafitens goda egenskaper som moderator köras med naturligt uran. Den senare utvecklade reaktorn AGR använder låganrikat uran och är bättre anpassad för elkraftproduktion.
Den sista Magnox-reaktorn i Storbritannien stängdes 2015, medan det (2025) finns 8 AGR-reaktorer i drift. För samtliga dessa gäller att grafitmoderatorn genomgår en obeveklig degradering och att den är ogörlig att byta ut, varför denna grafit-degradering förr eller senare bidrar till att reaktorn inte längre kan drivas.

### Reaktorer för plutoniumproduktion

Uranium "Pile" - reaktor för framställning av vapenplutonium.

För att tillverka en atombomb av fissionstyp finns två huvudspår:
- anrika naturligt uran med 0,7% U-235 och resten U-238 till höganrikat uran (HEU - Highly Enriched Uranium) bestående av mer än 90% U-235. Detta kräver komplicerad och resurskrävande teknologi för isotopanrikning. En atombomb kan sedan skapas av kanske så lite som 10 kg HEU genom en anordning där 2 underkritiska massor förs samman. Detta var principen för bomben Little Boy som fälldes över Hiroshima.
- låt naturligt uran med 0,7% U-235 och resten U-238 klyvas i en reaktor varvid en viss andel av U-238 träffas av snabba neutroner och därvid omvandlas till Pu-239. Pu-239 kan sedan separeras kemiskt från uranbränslet. En atombomb kan sedan skapas genom att en sfär av kanske så lite som 10 kg Pu-239 bringas att implodera med konventionella sprängämnen. Detta var principen för bomben Fat Man som fälldes över Nagasaki.

De reaktorer eller "staplar" (engelska: "pile") som sedan första halvan av 1940-talet konstruerades för att utgående från naturligt uran omvandla U-238 till Pu-239 var i många fall grafitmodererade. Tack vare grafitens goda modereringsegenskaper kunde fissionsprocessen hållas igång utan att behöva ha tillgång till anrikat uran. Dessa reaktorer byggdes för att kunna byta uranbränsle under drift, då det vid längre tids bestrålning tillkommer oönskade isotoper, bland annat Pu-240.
Sverige hade länge planer på att bygga egna atombomber. Den så kallade "svenska linjen" bestod av att naturligt uran (som fanns i Sverige) skulle omvandlas till plutonium, dock inte i grafitmodererade utan i tungvattenmodererade reaktorer. Det var aldrig tal om att i Sverige skapa anrikningskapacitet vilket bedömdes som oöverstigligt.

## Wigner-energi
Vid neutronbestrålning av grafit vid måttliga temperaturer, till exempel i reaktorer eller "piles" för plutoniumproduktion, så upplagras Wignerenergi i materialet, vilket sker till följd av att atomer i grafitkristaller flyttas.
Om stora mängder sådan energi har upplagrats kan energin frigöras plötsligt, vilket kan orsaka överhettning och brand. För att förhindra uppbyggnad av alltför mycket Wignerenergi måste man emellanåt höja temperaturen i grafiten för att på ett kontrollerat sätt frigöra denna energi. Procedurer för att frigöra Wignerenergi förekommer vid militära reaktorer för tillverkning av vapenplutonium, som opererar vid förhållandevis låg temperatur. En sådan procedur var inledningen på Windscaleolyckan i Sellafield 1957.
I grafitmodererade kraftreaktorer är effekt och temperatur högre vilket gör att upplagring av sådan energi inte sker, utan den höga temperaturen medför en fortlöpande frigörelse av den energi som eventuellt ansamlats. 